# Łzawienie

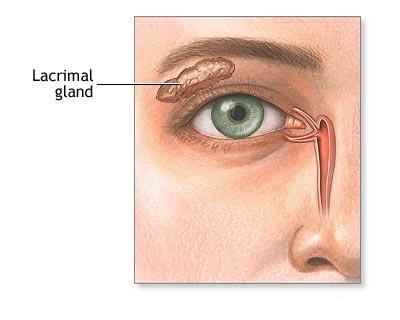
Położenie gruczołu łzowego (pod górną powieką w zewnętrznym kącie oczodołu), kanalików łzowych i
przewodu nosowo-łzowego u człowieka

Łzawienie (łac. lacrimatio) – nadmierne wydzielanie łez przez gruczoły łzowe umiejscowione pod powieką górną, w górnym zewnętrznym kącie oczodołu. Łzy są płynem zawierającym NaCl, śluz oraz niewielkie ilości białek. Ich głównym zadaniem jest nawilżanie rogówki i spojówki oka. Rozprowadzane przez ruchy powiek tworzą na powierzchni oka tzw. film łzowy, chroniąc je przed wysuszeniem, uszkodzeniem oraz infekcjami. W normalnych warunkach łzy powstają w małych ilościach i nie jest to wyczuwalne. Z kolei ich nadmiar odprowadzany jest do przewodu nosowo-łzowego. Podrażnienie oczu może skutkować odruchowym łzawieniem. Czasem jest ono również objawem schorzeń oczu, dlatego w razie przewlekle utrzymującego się łzawienia należy skonsultować się ze specjalistą. Nie należy mylić łzawienia z płaczem – reakcją emocjonalną, której jest tylko objawem. Oba terminy są dość często błędnie utożsamiane.

## Przyczyny łzawienia

### Łzawienie odruchowe
Łzawienie odruchowe (bezwiedne) – tj. będące niekontrolowanym odruchem oka – może wystąpić głównie jako skutek:
- drażniącego oddziaływania czynników pogodowych, takich jak wiatr, niska temperatura, silne nasłonecznienie;
- podrażnienia powierzchni oka przez kurz;
- ekspozycji oczu na jaskrawe oświetlenie;
- podrażnienia nerwu węchowego przez intensywne bodźce zapachowe (np. woń cebuli, chrzanu, chemikaliów);
- schorzeń nosa, zatok przynosowych i gardła, ponieważ są one połączone z narządem wzroku;
- ból możliwie każdej partii ciała;

W wyżej wymienionych sytuacjach nadmierne wydzielanie łez pełni funkcje ochronną oka przed czynnikiem drażniącym.

### Podrażnienie mechaniczne
Mechaniczne (machinalne, samoczynne) podrażnienie oka skutkujące jego wzmożonym łzawienie może wywołać m.in.:
- ciało obce drażniące powierzchnię oka pod powieką, spojówkę lub rogówkę, np. włos, rzęsa, owad, cząsteczka metalu, wióry, ziarenko piasku;
- podwinięcie się rzęsy;
- krzywo ułożone rzęsy wskutek nieprawidłowego procesu ich wzrostu;
- przypadkowe otarcie rogówki, np. przez nieumyślne zadrapanie jej paznokciem, uszkodzenie krawędzią kartki papieru, przypadkowy kontakt z chemikaliami.

W takich przypadkach nadmierna produkcja łez jest próbą samoczynnego oczyszczenia się oka. Wówczas ciecz łzowa ma za zadanie „usunąć” czynnik drażniący (jednak nie zawsze jest to możliwe, np. gdy obiekt wpadł do oka z dużą prędkością i wbił się w jego struktury, co wymaga interwencji lekarskiej). Łzawieniu wywołanemu przez czynnik mechaniczny zwykle towarzyszą też inne objawy oczne: ból, pieczenie,
zaczerwienienie oka, potrzeba mrugania, a niekiedy pogorszenie ostrości widzenia.

### Suchość oczu
Zespół suchego oka, czyli schorzenie polegające na niewystarczającej produkcji łez może stać się przyczyną łzawienia oczu. Wzmożona produkcja płynu łzowego służy wtedy ochronie oka przed wysuszeniem na skutek:
- nadmiernego wysiłku narządu wzroku, szczególnie w nocy;
- oddziaływania niekorzystnych czynników zewnętrznych, tj. kurz, pył, dym, pomieszczenia z klimatyzacją obniżającą poziom wilgoci w powietrzu;
- zaburzenia pracy powiek;
- noszenie soczewek kontaktowych[2].

Wszystkie te czynniki mogą stać się przyczyną suchości oka.

### Zapalenie spojówek
Zapalenie spojówek – będące stanem zapalnym błony śluzowej tworzącej wewnętrzną część powieki i pokrywającą gałkę oczną – jest jedną z najczęstszych przyczyn łzawienia oczu. Temu objawowi choroby towarzyszą też uczucie pieczenia oczu i kłucia pod powiekami, świąd oraz światłowstręt, a także znaczne zaczerwienie oka. Schorzenie może mieć również charakter infekcyjny (wywołane przez bakterie, wirusy, grzyby, chlamydie), jak i nieinfekcyjny (np. jako reakcja alergiczna). Ostra postać zapalenia spojówek i rogówki – jaglica – może doprowadzić do ślepoty.

### Alergiczne schorzenia oczu
Jedną z najczęstszych postaci zapalenia spojówek jest alergiczne zapalenie spojówek. W odmianie sezonowej (w okresie pylenia uczulającej rośliny) występuje u 25-50% wszystkich przypadków alergii ocznej. Natomiast w postaci przewlekłej (całorocznej, gdy uczulają np. roztocze kurzu domowego, sierść zwierząt) pojawia się rzadziej i dotyczy od 0,3% do 1% chorych z alergicznymi schorzeniami oczu. Zapalenie spojówek na tle alergicznym objawia się pieczeniem, świądem, światłowstrętem, przekrwieniem i obrzękiem spojówek, a nawet całych powiek, a także obecnością wodnistej, surowiczej wydzieliny w worku spojówkowym. Podobnie w postaci zakaźnej, z tą różnicą, że wydzielina w worku spojówkowym jest ropna, ropno-surowicza albo biaława. Bogate unaczynienie spojówki powoduje szybkie występowanie objawów zapalenia po kontakcie z alergenem. Spojówka ma własny system odpornościowy. W nabłonku i w blaszce właściwej spojówki rozproszone są limfocyty CD8 i CD4. Komórki tuczne niezbędne do wywołania I typu reakcji immunologicznej zlokalizowane są obficie w tkance łącznej spojówki.
Obok sezonowego alergiczne zapalenie spojówek (SAC) i przewlekłe alergiczne zapalenie spojówek (PAC), które wywołują łzawienie oczu wyróżnia się również inne alergiczne schorzenia narządu wzroku, które mogą doprowadzić do wzmożenia produkcji łez przez oczy. Są nimi:
- ostre alergiczne zapalenie spojówek (AAC);
- wiosenne zapalenie spojówki i rogówki (VKC);
- atopowe zapalenie spojówki i rogówki (AKC);
- olbrzymiobrodawkowe zapalenie spojówek (GPC);
- kontaktowe zapalenie skóry, spojówek i rogówki (CKC)[7].

### Nieżyt nosa
W ok. 40% przypadków objawom sezonowego alergicznego zapalenia spojówek towarzyszy też sezonowy alergiczny nieżyt nosa (katar sienny) pod postacią obfitej, wodnistej wydzieliny z nosa, uporczywego kichania, świądu i blokady nosa. Podobnie nieżyt nosa o podłożu wirusowym (wodnistośluzowa, przezroczysta wydzielina) czy bakteryjnym (śluzowo-ropna, żółtawo-zielona i gęsta wydzielina) zwykle bywa sprzężony z nadmierną produkcją łez.

### Niedrożność dróg łzowych
U podłoża nadmiernej produkcji łez równie często leżą zaburzenia odprowadzania płynu łzowego z oka, czyli funkcjonalna stenoza dróg łzowych (ang. primary acquired nasolacrimal duct obstruction – PANDO). Za niedrożność dróg łzowych mogą odpowiadać:
- wrodzona niedrożność przewodu łzowego (objawiająca się już u noworodków wydzieliną w worku spojówkowym oraz w okolicach worka łzowego);
- zapalenie kanalików łzowych;
- przewlekłe zapalenie woreczka łzowego;
- upośledzenie zasysania łez;
- mechaniczne (wskutek urazu) przerwanie kanalika łzowego;
- odcinkowa krótka stenoza kanalika lub przewodu nosowo-łzowego;
- nieprawidłowości dotyczące powiek, np. odwinięcie powieki w części przyśrodkowej lub osłabienie powiek (bez widocznych nieprawidłowości w postaci odwinięcia powieki).

W przypadku niedostatecznego ucisku powiek na gruczoły Meiboma zostaje także zaburzone wydzielanie lipidowej składowej filmu łzowego, co prowadzi do szybszego odparowywania łez, a jednocześnie stymuluje ich nadmierną sekrecję (wydzielanie).

### Inne podłoża
Łzawienie oczu może współtowarzyszyć także:
- zapaleniu brzegów powiek (przednie często towarzyszy schorzeniom skóry, np. trądzikowi różowatemu, a tylne ma charakter pierwotny);
- jaskrze;
- zapaleniu tęczówki i ciałka rzęskowego;
- zapaleniu przewodu nosowo-łzowego (np. w wyniku zakażenia gronkowcem złocistym, paciorkowcem, wirusem półpaśca);
- schorzeniom zapalnym typu sarkoidoza, ziarniniakowatość z zapaleniem naczyń;
- złamaniom kości nosowo-sitowej;
- endospokopii w obrębie zatoki nosa;
- zmianom bliznowaciejącym (np. pemfigoid oczny) i nieprawidłowościom w budowie/ukształtowaniu odpływu łez u osób starszych;
- rekonwalescencji po radioterapii;
- rumieniowi wielopostaciowemu;
- nowotworom, np. pierwotny guz woreczka łzowego, chłoniak.

### Leczenie
Dobór metody zahamowanie łzawienia zależy przede wszystkim od ustalenia przyczyny jego pojawienia się. Pozwala to dobrać optymalne środki zaradcze:
- łzawienie odruchowe – unikanie czynnika drażniącego;
- suchość oka – ograniczenie wpływu niekorzystnych czynników chorobotwórczych, stosowanie preparatu typu sztuczne łzy;
- ciało obce w oku – jeśli obiekt nie zostanie usunięty wraz z łzami, zaleca się jego samodzielne lub z pomocą innej osoby usunięcie (dokładne umycie rąk, przesunięcie ciała obcego w stronę brzegu powieki sterylnym gazikiem). W przypadku niepowodzenia lub gdy obiekt jest niewidoczny, lekarz po znieczuleniu oka usuwa je igłą lub elektromagnesem;
- infekcje oczne – leki przeciwzapalne, przeciwbólowe, przeciwgrzybicze lub antybiotyki w zależności od przyczyny, dodatkowo preparaty typu sztuczne łzy;
- drażnienie oka rzęsami – usunięcie źle rosnących rzęs;
- zwiotczenie powieki połączone z odwijaniem się jej brzegu – zabieg operacyjny powieki;
- proste zapalenie spojówek – usunięcie czynnika wywołującego, stosowanie preparatu sztuczne łzy (w początkowym etapie i przy łagodnym przebiegu schorzenia), gancyklowir w wirusowym zapaleniu spojówek, a antybiotyk jedynie przy nadkażeniu bakteryjnym;
- niedrożność dróg łzowych – sondowanie dróg łzowych i przepłukiwanie ich, a w ostateczności zabieg operacyjny polegający na odtworzeniu drogi łączącej worek spojówkowy z jamą nosową;
- alergiczne schorzenia oczu[9] (szczególnie alergiczne zapalenie spojówek):
  - zalecenia ogólne: trzymanie rąk z dala od oczu, by uniknąć wprowadzania alergenu i nasilenia świądu, wystrzeganie się czynników o działaniu drażniącym oko (np. dym drzewny i tytoniowy, środki dezynfekujące wydzielające chlor i ozon, farby i lakiery) stosowanie preparatu sztuczne łzy, by zmniejszyć uczucie swędzenia oczu i wspomóc obkurczanie powierzchowne naczyń krwionośnych.
  - leki przeciwhistaminowe: bardziej od leków przeciwhistaminowych I generacji zalecane są leki przeciwhistaminowe II generacji, szczególnie te najnowsze, jak lewocetyryzyna, desloratadyna, bilastyna. Ostatnia jest preparatem doustnym, ale wykazującym silne powinowactwo do receptora histaminowego H1 histaminy odpowiadającej za rozwój reakcji alergicznej. Skutecznie zwalcza objawy sezonowej i całorocznej alergii ocznej. Obok doustnych leków przeciwhistaminowych stosuje się również preparaty miejscowe (olopatadyna, emedastyna, ketotifen). Jednak skuteczność leczenia miejscowego zależy od możliwości szybkiego uzyskania i długiego utrzymania maksymalnego stężenia leku w worku spojówkowym. Problem dotyczy wszystkich leków podawanych dospojówkowo. Należy podawać dokładnie po jednej kropli do odchylonej powieki dolnej, a następnie na chwilę zamknąć oczy.
  - stabilizatory komórek tucznych – zapobiegają degranulacji komórek tucznych, przez co nie dochodzi do uwolnienia mediatorów zapalenia. Leki (głównie preparaty kromoglikanu dwusodowego) służą zapobieganiu wystąpienia objawów, a nie leczeniu już istniejących. Powinny być stosowane przewlekle.
  - glikokortykosteroidy – stosowane rzadziej i tylko na zlecenie lekarza ze względu na możliwe powikłania długotrwałej terapii (nadkażenia bakteryjne, wirusowe, zaćma, jaskra).
  - niesteroidowe leki przeciwzapalne – zalecane (zwłaszcza diclofenac sodium) w przewlekłym alergicznym zapaleniu spojówek oraz w atopowym lub wiosennym zapaleniu spojówek i rogówki, zmniejszają nadreaktywność spojówek, stabilizują mastocyty i limfocyty.
  - leki immunosupresyjne – np. cyklosporyna A i mitomycyna C stosownie w atopowym lub wiosennym zapaleniu spojówek i rogówki o ostrym przebiegu i z uszkodzeniami rogówki.
- nieżyt nosa, zapalenie brzegów powiek, jaskra i inne – terapia schorzeń pierwotnych.